# Loretta Swit
Loretta Swit (Passaic, Nueva Jersey, 4 de noviembre de 1937-Nueva York, 30 de mayo de 2025) fue una actriz estadounidense.

## Biografía

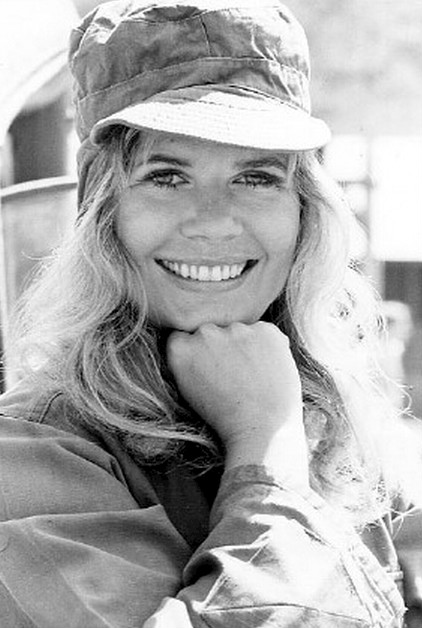
Loretta Swit en la serie M*A*S*H (1972)

Nacida en el seno de una familia de inmigrantes polacos, se trasladó a Manhattan para estudiar interpretación. 
Tras debutar en el teatro, consiguió cierto renombre al participar, en 1967, el montaje de la obra Any Wednesday, protagonizada por Gardner McKay. Más tarde, compartió escenario con Don Rickles y Ernest Borgnine en La extraña pareja, representada en Los Ángeles. En 1975 interpreta Same Time, Next Year on Broadway junto a Ted Bessell y The Mystery of Edwin Drood en Broadway. Su siguiente aparición sobre el  escenario fue al lado de Susan Hayward en la versión de Mame, representada en Las Vegas.
Sin embargo, su popularidad internacional se la debe al papel de la jefa de enfermeras, mayor Margaret Houlihan "Hot Lips" (Labios Calientes), en la serie de televisión sobre la guerra de Corea M*A*S*H, protagonizada por Alan Alda. Swit se hizo con el papel que en el cine había interpretado Sally Kellerman y se mantuvo en el reparto durante todos los años de emisión, es decir entre 1972 y 1983. Swit fue, junto a Alda, la única intérprete en aparecer tanto en el episodio piloto como en el final e interpretó 240 de los 251 episodios que componen la producción. La actriz recibió dos Premios Emmy por su interpretación. 
Tras la finalización del rodaje, visitó Corea del Sur, narrando el documental Korea, the Forgotten War.
En 1981 protagonizó también el episodio piloto de la serie Cagney & Lacey, dando vida a Christine Cagney, pero sus obligaciones contractuales impidieron que continuase en la serie.
Con posterioridad ha aparecido en algunos episodios de otras series, pero siempre en personajes anecdóticos.
En octubre de 2003 protagonizó la obra Mame en Raleigh, Carolina del Norte.

## Vida personal
Swit se casó con el actor Dennis Holahan en 1983 y se divorció en 1995. Holahan interpretó a Per Johannsen, un diplomático sueco quien se ve involucrado brevemente con el personaje de Swit en un episodio de M*A*S*H.
Swit falleció el 30 de mayo de 2025 en su domicilio de Nueva York por causas naturales, a la edad de 87 años.

## Premios y nominaciones

### Premios Primetime Emmy
| Año  | Categoría                                  | Título  | Resultado | Ref.  |
| ---- | ------------------------------------------ | ------- | --------- | ----- |
| 1974 | Mejor actriz de reparto - Serie de comedia | M*A*S*H | Nominada  | [ 3 ] |
| 1975 | Mejor actriz de reparto - Serie de comedia | M*A*S*H | Nominada  | [ 3 ] |
| 1976 | Mejor actriz de reparto - Serie de comedia | M*A*S*H | Nominada  | [ 3 ] |
| 1977 | Mejor actriz de reparto - Serie de comedia | M*A*S*H | Nominada  | [ 3 ] |
| 1978 | Mejor actriz de reparto - Serie de comedia | M*A*S*H | Nominada  | [ 3 ] |
| 1979 | Mejor actriz de reparto - Serie de comedia | M*A*S*H | Nominada  | [ 3 ] |
| 1980 | Mejor actriz de reparto - Serie de comedia | M*A*S*H | Ganadora  | [ 3 ] |
| 1981 | Mejor actriz de reparto - Serie de comedia | M*A*S*H | Nominada  | [ 3 ] |
| 1982 | Mejor actriz de reparto - Serie de comedia | M*A*S*H | Ganadora  | [ 3 ] |
| 1983 | Mejor actriz de reparto - Serie de comedia | M*A*S*H | Nominada  | [ 3 ] |

### Premios Globo de Oro
| Año  | Categoría                                               | Título  | Resultado | Ref.  |
| ---- | ------------------------------------------------------- | ------- | --------- | ----- |
| 1974 | Mejor actriz de reparto de serie, miniserie o telefilme | M*A*S*H | Nominada  | [ 4 ] |
| 1980 | Mejor actriz - Serie de Comedia                         | M*A*S*H | Nominada  | [ 4 ] |
| 1982 | Mejor actriz - Serie de Comedia                         | M*A*S*H | Nominada  | [ 4 ] |
| 1983 | Mejor actriz de reparto de serie, miniserie o telefilme | M*A*S*H | Nominada  | [ 4 ] |